# Burg Boskovice
Die Ruine der Burg Boskovice (deutsch Burg Boskowitz) liegt in Boskovice im Okres Blansko in Tschechien.
Die Burg Boskovice wurde in der ersten Hälfte des 13. Jahrhunderts von den Herren von Boskowitz errichtet. Diese hielten die Burg und die dazugehörigen Ländereien bis in das 14. Jahrhundert, als sie die Burg an die Herren von Kunstadt übergaben. Diese bauten die Feste weiter aus.
Ab Mitte des 15. Jahrhunderts ging die Burg wieder in den Besitz der Boskowitzer über. Es folgte eine zwanzigjährige Herrschaft der Familie von Eder, ab Mitte des 16. Jahrhunderts gefolgt durch die Ritter Zástřizl. Im 16. Jahrhundert wurde die Burg im Renaissance-Stil umgebaut, verfiel dann aber im 18. Jahrhundert während der Herrschaft der Dietrichsteiner. Der äußere Burgmauerring wurde vor kurzem erneuert und das Mauerwerk gegen Einsturz gesichert.
Nach 1819 wurde in der Nähe das Schloss Boskovice errichtet. Die Burgruine und das Schloss gehören seit 1856 der Familie Mensdorff-Pouilly.

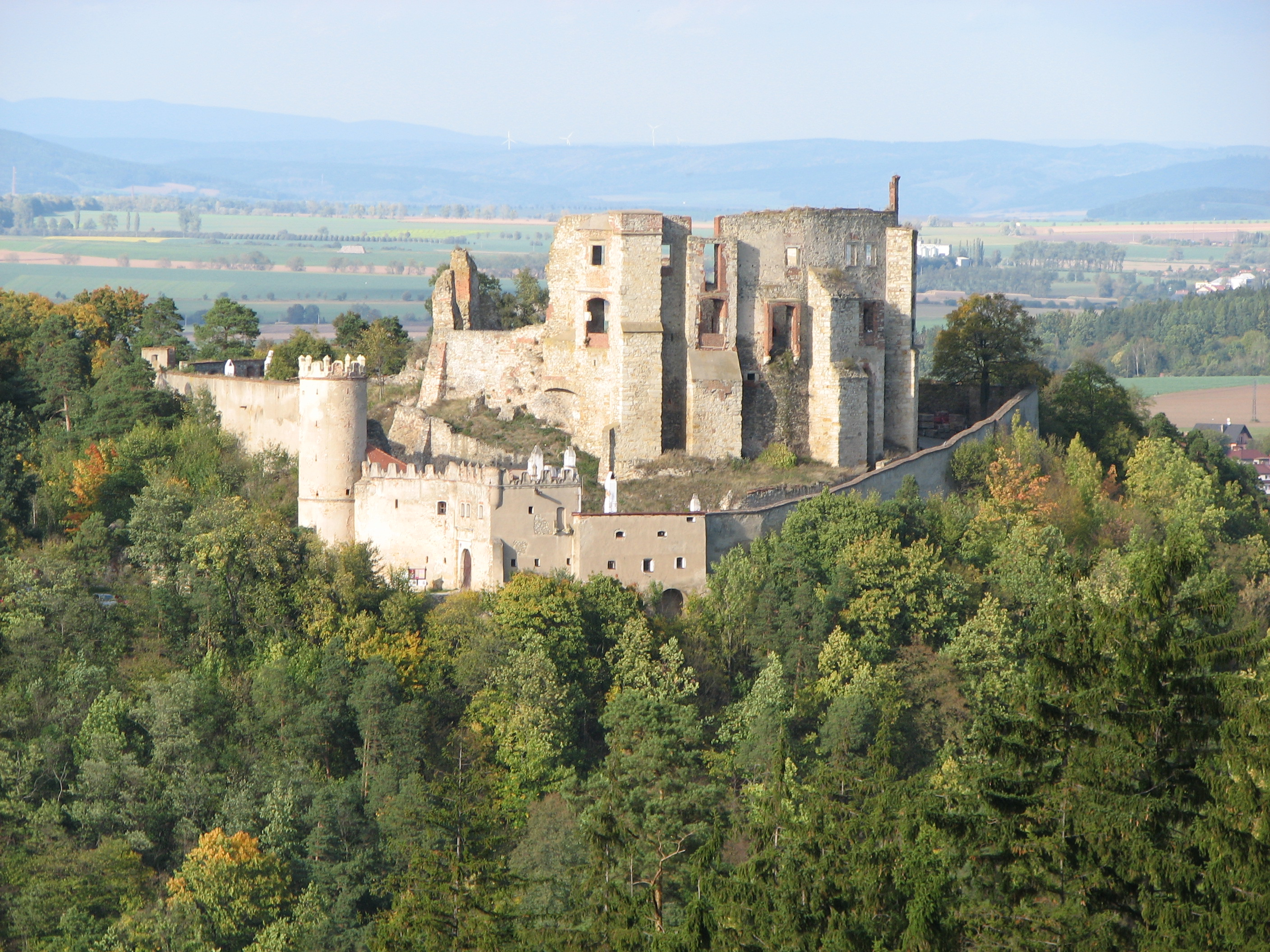
Burg Boskovice